# Drahotín
Drahotín (německy Trohatin) je obec v okrese Domažlice v Plzeňském kraji. Nachází se patnáct kilometrů severozápadně od Domažlic a tři kilometry severozápadně od Poběžovic. Žije v ní 207 obyvatel.

## Historie
První písemná zmínka o vesnici pochází z roku 1365.

## Obyvatelstvo
Při sčítání lidu v roce 1921 žilo v obci 467 obyvatel, až na dva cizince všichni německé národnosti. Všichni obyvatelé se hlásili k římskokatolické církvi.
| Rok            | 1869 | 1880 | 1890 | 1900 | 1910 | 1921 | 1930 | 1950 | 1961 | 1970 | 1980 | 1991 | 2001 | 2011 | 2021 |
| -------------- | ---- | ---- | ---- | ---- | ---- | ---- | ---- | ---- | ---- | ---- | ---- | ---- | ---- | ---- | ---- |
| Počet obyvatel | 445  | 487  | 448  | 474  | 517  | 467  | 452  | 209  | 188  | 199  | 204  | 186  | 182  | 161  | 184  |
| Počet domů     | 66   | 68   | 69   | 72   | 76   | 76   | 84   | 69   | 47   | 47   | 45   | 44   | 48   | 44   | 48   |

## Obecní správa
Mezi lety 1850–1985 Drahotín byl obcí v okrese Horšovský Týn (1850–1950) (v letech 1850–1910 Horšův Týn) a později v okrese Domažlice. Od 1. července 1985 do 23. listopadu 1990 patřil jako část města k Poběžovicím a od 24. listopadu 1990 je opět samostatnou obcí. V letech 1850–1879 a v letech 1960–1985 k obci patřil Načetín a v letech 1960–1985 také Hora Svatého Václava, Sezemín, Šibanov a Šidlákov.

### Obecní symboly
Znak a vlajka byly obci uděleny rozhodnutím předsedy Poslanecké sněmovny Parlamentu České republiky dne 18. dubna 2014.

## Pamětihodnosti
Jihovýchodně od vesnice se na severním úbočí vrchu Skalky nachází přírodní rezervace Drahotínský les.

## Galerie

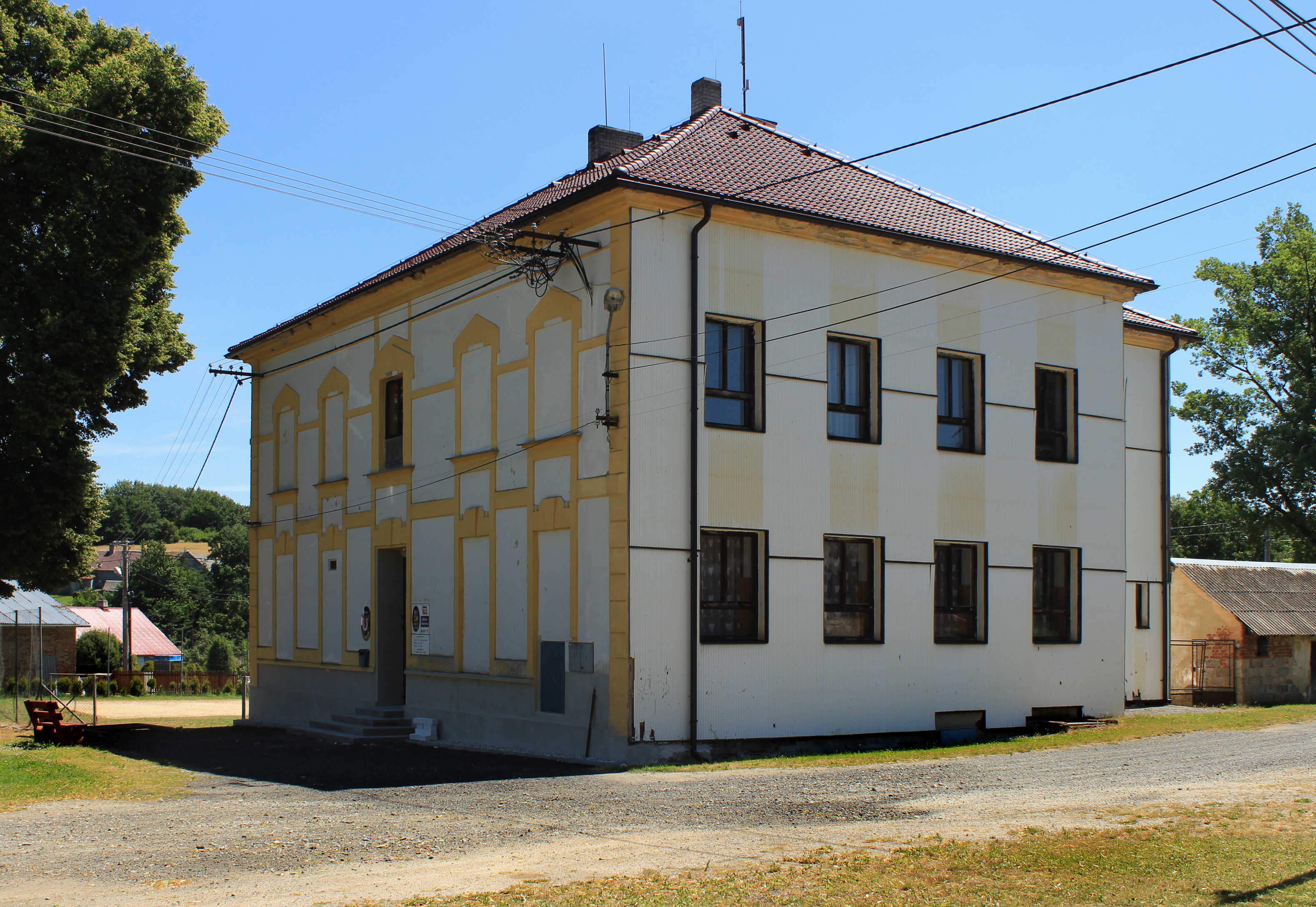
Obecní úřad
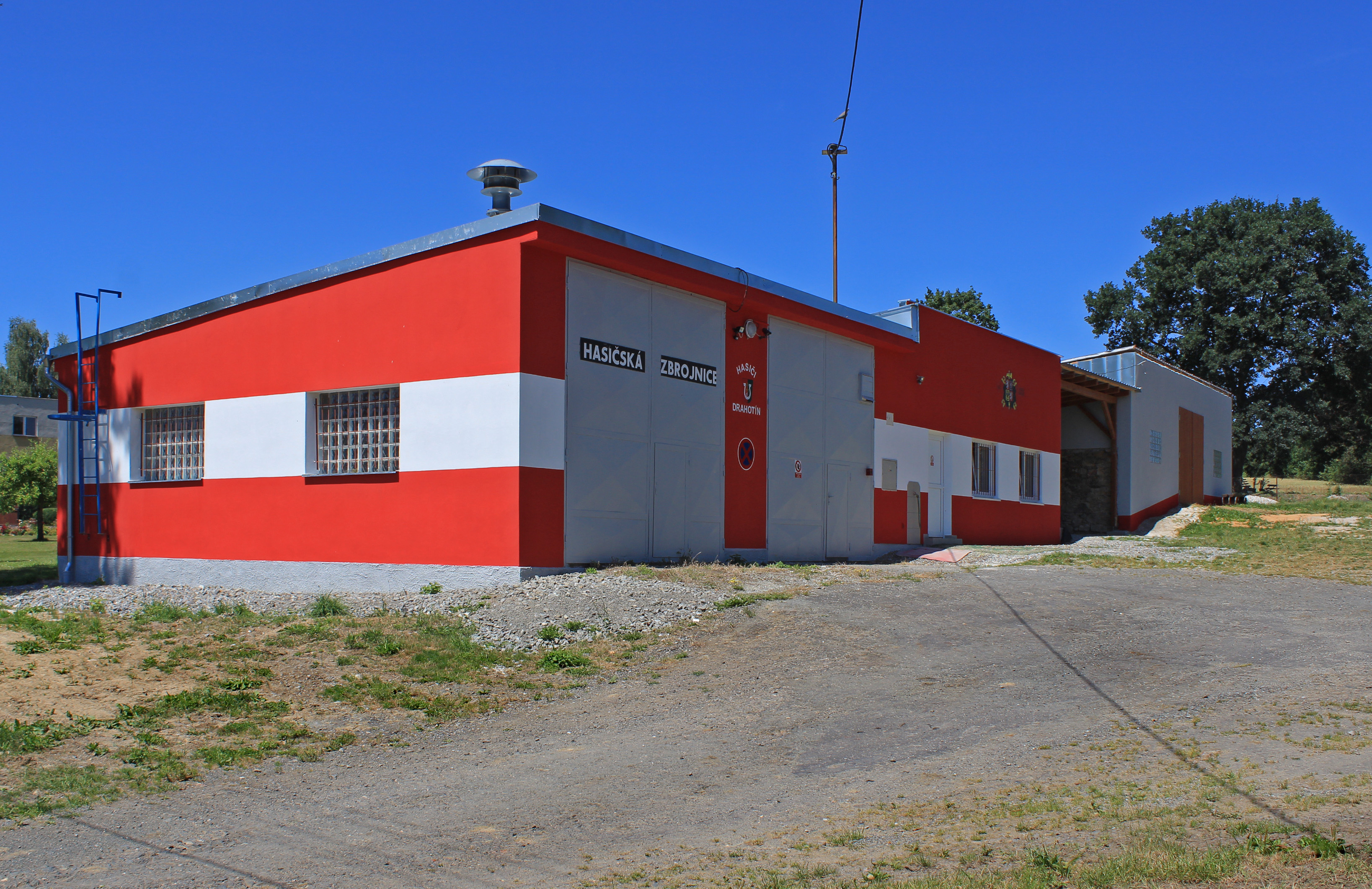
Nová hasičská zbrojnice
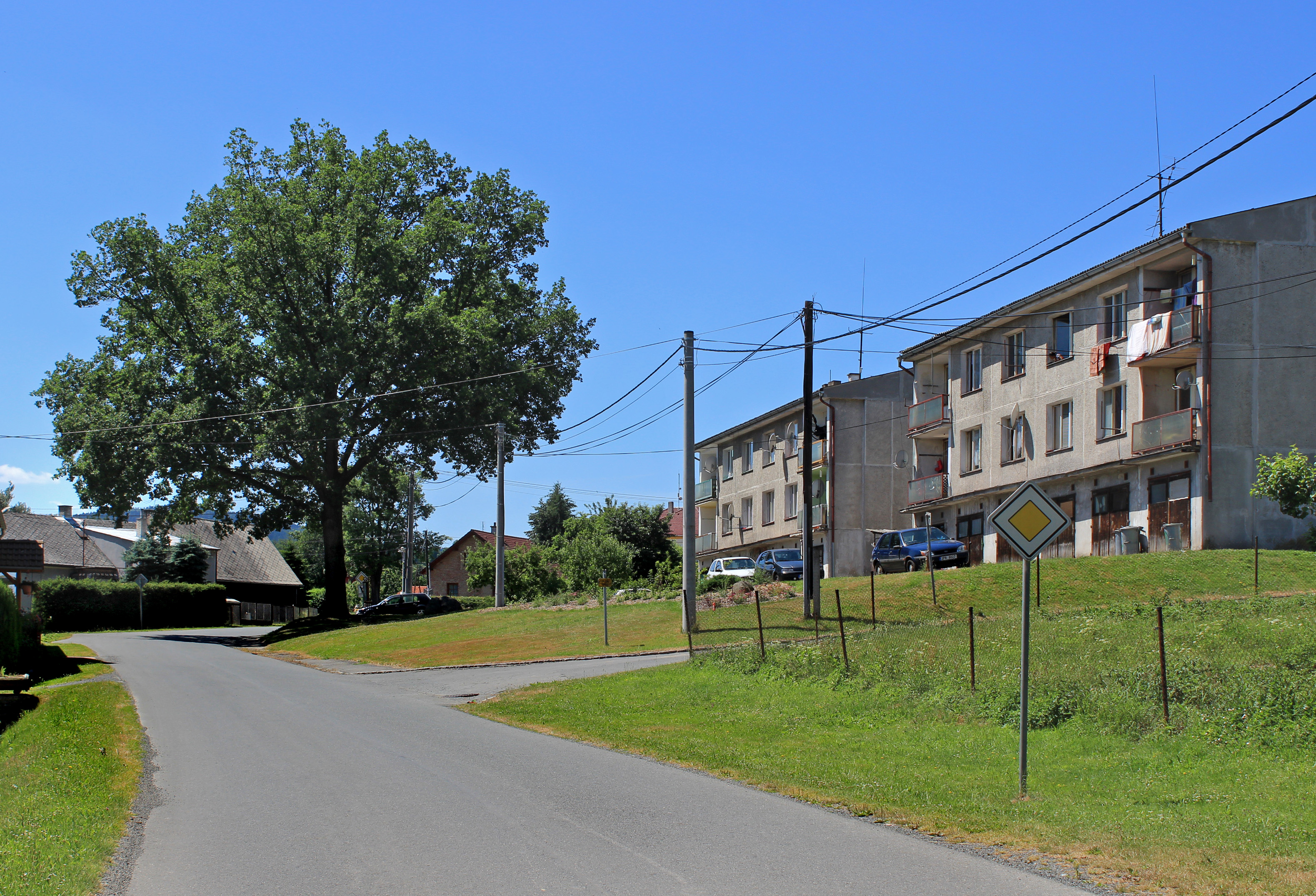
Bytovky u hlavní silnice
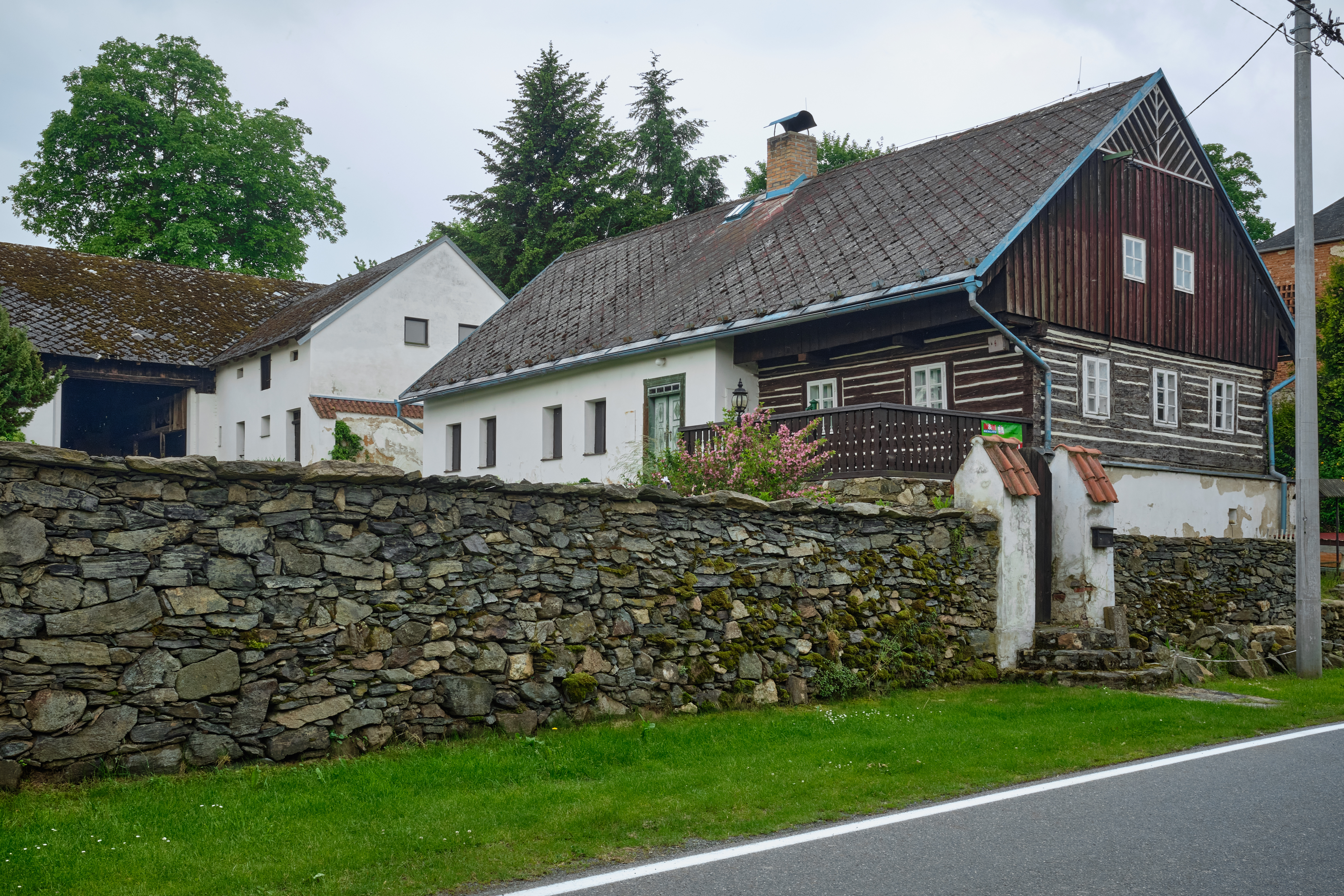
Roubené stavení